# Festival international du film de Locarno 2010
Le festival international du film de Locarno 2010, la 63e édition du festival (63° Festival del film Locarno), s'est déroulé du 4 au 14 août 2010.
C'est la première édition dirigée par Olivier Père, ancien Délégué de La quinzaine des Réalisateurs au Festival de Cannes qui succède à Frédéric Maire.
Il a programmé 280 courts, moyens et longs métrages dont 18 longs-métrages en compétition officielle.

## Hommage
Au fond des bois de Benoît Jacquot avec Nahuel Pérez Biscayart et Isild Le Besco été présenté le 4 août en ouverture sur la Piazza Grande.
La rétrospective de l'année fut dédiée à Ernst Lubitsch offrant plaisir, impertinence, légèreté, humour, et séduction. Ces films seront d'ailleurs présentés à la Cinémathèque de Paris dès le 25 août.
Hors compétition les films de Luc Moullet, Jean-Marie Straub, Joachim Lafosse, Lodge Kerrigan, Bertrand Bonello ont été présentés.

## Jury
Longs-métrages
- Eric Khoo (président du jury), réalisateur  Singapour
- Golshifteh Farahani, actrice  Iran
- Melvil Poupaud, acteur  France
- Lionel Baier, réalisateur  Suisse
- Joshua Safdie, réalisateur  États-Unis

## Compétition
- Bas-fonds d'Isild Le Besco (France)
- Beli, Beli Svet d'Oleg Novkovic (Serbie / Suède / Allemagne)
- Beyond the Steppes de Vanja d'Alcantara (Belgique / Pologne)
- Cold Weather d'Aaron Katz (États- Unis)
- Curling de Denis Côté (Canada)
- Han jia de Li Hongqi (Chine)
- Homme au bain de Christophe Honoré (France)
- Im alter von Ellen de Pia Marais (Allemagne)
- Karamay de Xu Xin (Chine)
- La Petite Chambre de Stéphanie Chuat et Véronique Reymond (Suisse)
- L.A. Zombie de Bruce LaBruce (Allemagne / États-Unis / France)
- Lus Nas Trevas-A Volta Do Bandido Da Luz Vermelha d'Helena Ignez et Ícaro C. Martins (Brésil)
- Morgen de Marian Crisan (Roumanie)
- Periferic de George Apetri (Roumanie/ Autriche)
- Pietro  de Daniele Gaglianone (Italie)
- Saç de Tayfun Pirselim (Turquie /Grèce)
- Songs of Love and Hate de Katalin Gödrös (Suisse)
- Womb de Benedek Fliegauf (Allemagne / Hongrie/ France)

### Récompenses
- Léopard d'honneur : Alain Tanner
- Léopard d'or : Han jia de Li Hongqi
- Prix spécial du jury : Morgen de Marian Crisan
- Prix de la mise en scène : Curling de Denis Côté (Canada)
- Léopard pour la meilleure interprétation féminine : Jasna Đuričić (dans Beli, Beli Svet)
- Léopard pour la meilleure interprétation masculine: Emmanuel Bilodeau (dans Curling)

### Section «Cinéastes du Présent»
- Léopard d'or : Paraboles d'Emmanuelle Demoris (France)
- Prix spécial du jury : Foreign Parts de Verena Paravel and JP Sniadecki (USA/France)
- Mention spéciale : Ivory Tower d'Adam Traynor (Canada/France)

### Léopards de demain

#### Jury
- Sylvie Pialat
- Miguel Gomes
- Nina Meurisse
- Corneliu Porumboiu
- Lisandro Alonso

#### Compétition internationale
- Pardino d’or : A History of mutual respect de Gabriel Abrantes et Daniel Schmidt (Portugal)
- Pardino d’argent pour la Compétition internationale Léopards de demain: Pour toi je ferai bataille de Rachel Lang (Belgique)
- Prix Film et Vidéo Untertitelung : Höstmannen (Autumn Man) de Jonas Selberg Augustsén (Suède)

#### Compétition nationale
- Pardino d’or du meilleur court métrage suisse : Kwa Heri Mandima (Good Bye Mandima) de Robert-Jan Lacombe (Suisse)
- Pardino d’argent pour la Compétition nationale Léopards de demain : Yuri Lennon's Landing on Alpha 46 d'Anthony Vouardoux (Suisse)
- Prix Action Light pour le meilleur espoir suisse : Angela de David Maye (Suisse)

### Prix «Cinema e Gioventù» 2010 – Léopards de demain
- Meilleur court métrage pour la Compétition internationale Léopards de demain : khouya (Frère) de Yanis Koussim (Algérie/France)
- Mention spéciale : ¿Te Vás? (Are You Leaving?) de Cristina Molino (Espagne)
- Meilleur court métrage pour la Compétition suisse Léopards de demain : Yuri Lennon's Landing on Alpha 46 d'Anthony Vouardoux
- Mention spéciale pour la Compétition suisse Léopards de demain : Dürä..! (Wacked..!) de Rolf Lang et Quinn Evan Reimann

### Prix du jury des jeunes
- Premier Prix : Karamay de Xu Xin (Chine)
- Deuxième Prix : Pietro  de Daniele Gaglianone (Italie)
- Troisième Prix : Morgen de Marian Crisan (Roumanie)
- Prix « L’environnement, c’est la qualité de la vie » : Womb de Benedek Fliegauf (Allemagne / Hongrie/ France)

### Autres prix
- Léopard de la première œuvre : Foreign Parts de Verena Paravel and JP Sniadecki (USA/France)
- Mention spéciale pour la première œuvre : Aardvark de Kitao Sakurai (USA/Argentine)
- Prix du public : Le Voyage du directeur des ressources humaines (The Human Resources Manager) d'Eran Riklis (Israël/Allemagne/France )
- Variety Piazza Grande Award : Rare Exports : A Christmas Tale de Jalmari Helander (Finlande/Norvège/France/Suède)
- Prix de la FIPRESCI : Han jia de Li Hongqi (Chine)
- Mention spéciale de la FIPRESCI : Karamay de Xu Xin (Chine)
- Prix du Jury œcuménique : Morgen de Marian Crisan (Roumanie)
- Mentions spéciales du jury œcuménique : Han jia de Li Hongqi(Chine) et Karamay de Xu Xin (Chine)
- Prix de la Fédération internationale des ciné-clubs : Morgen de Marian Crisan (Roumanie)
- Mention spéciale de la Fédération internationale des ciné-clubs : Karamay de Xu Xin (Chine)
- Prix Art et Essai CICAE : Beli, Beli Svet d'Oleg Novkovic (Serbie / Suède / Allemagne)
- Prix de la Semaine de la critique : Reindeer Spotting - Escape From Santaland de Joonas Neuvonen (Finlande)
- Mentions spéciales de la Semaine de la critique : Blood Calls You de Linda Thorgren (Suède) et The Furious Force Of Rhymes de Joshua Litle (France/États-Unis)